# Adverbio
Un adverbio es una parte de la oración que complementa a un verbo, un adjetivo, otros adverbios e incluso oraciones. Los adverbios expresan circunstancias, como pueden ser modo, lugar, tiempo, cantidad, afirmación, negación, duda, etc., respondiendo a preguntas como ¿cuándo?, ¿dónde?, ¿cómo?, ¿de qué manera?, entre otras. Esta función es llamada función adverbial, y puede ser llevada a cabo por palabras aisladas (adverbios) o por grupos de dos o más palabras (locuciones adverbiales).
Algunas de las palabras consideradas por la gramática tradicional precientífica como adverbios pueden considerarse en categorías independientes. Por ejemplo, los adverbios de ubicación, modo y cantidad parecen formar una clase natural, pero otros adverbios («epistémicos», «adverbios de negación») parecen formar desde el punto de vista sintáctico una clase aparte.

## Definición
El adverbio es un tipo de palabra invariable que actúa como núcleo del sintagma adverbial, complementando a un verbo, un adjetivo u otro adverbio.
Las funciones sintácticas del adverbio son, aparte de la de núcleo del sintagma adverbial, las de complemento circunstancial del verbo, la de cuantificador, grado o complemento del adjetivo («muy bueno», «recién hecho») y las de cuantificador de otro adverbio («bastante lejos»). Algunos adverbios pueden funcionar como predicado dirigido hacia un sujeto, y junto a una cópula verbal («está divinamente»).

## Funciones
La palabra adverbio viene del latín adverbium, construida con el prefijo ad- («hacia», «junto»), verbum («palabra», «verbo») y el sufijo nominal -ium. El término implica que la función principal de los adverbios es actuar como modificadores o complementos de un verbo o frase verbal. Un adverbio usado de esta manera puede dar información acerca del modo, lugar, tiempo, certeza, u otras circunstancias de la actividad expresada por el verbo o frase verbal. A continuación algunos ejemplos:
- Lo dejamos aquí (aquí modifica el verbo dejamos, indicando lugar)
- Yo trabajé ayer (ayer modifica el verbo trabajé, indicando tiempo)
- Tú cometes errores frecuentemente (frecuentemente modifica la frase verbal cometes errores, indicando modo)
- Indudablemente él lo hizo (indudablemente modifica el verbo hizo, indicando certeza)

Los adverbios también se usan como modificadores de adjetivos, y de otros adverbios, generalmente para indicar grado. Ejemplos:
- Esta paella está muy sabrosa (el adverbio muy modifica al adjetivo sabrosa)
- Mi casa está bastante lejos (el adverbio bastante modifica otro adverbio – lejos)

### Adverbios epistémicos
Los «adverbios» epistémicos parecen tener restricciones diferentes de los adverbios de ubicación, modo y cantidad. De hecho sintácticamente muchos de ellos parecen requerir posiciones sintácticas diferentes de la de un adjunto verbal (como es el caso de los de ubicación, modo y cantidad).
Por ejemplo, el complejo comportamiento sintáctico de las palabras con polaridad negativa no puede explicarse adecuadamente tratándolas simplemente como adverbios. Por esa razón algunos lingüistas han conjeturado que forman una clase especial de epistémicos negativos que ocupan la posición de núcleo sintáctico de un hipotético sintagma de negación.
Algo similar sucede con muchos epistémicos afirmativos (tradicionalmente llamados «adverbios afirmativos») cuya posición sintáctica podría estar situada en alguno de los sintagmas de tipo pragmático que integran la periferia izquierda de la oración o sintagma que forman.

## Adverbios en español
En la morfología española suelen ser invariables en ciertos morfemas. Suele añadir información circunstancial al verbo, y algunos incluso a toda la oración, ya sea de tiempo, de modo, de lugar, de duda, de afirmación o de negación. En esos casos se considera que funciona como modificador a nivel de sintagma verbal («lo hice fácilmente») o nivel causal («sinceramente,...») por lo que algunos adverbios pueden funcionar como marcadores del discurso.
Los adverbios de lugar son palabras que sirven para indicar el sitio donde se encuentra algún ser u objeto. Y estos pueden ser: adelante, atrás, adonde, ahí, aquí, allí, allá, arriba, cerca, delante, detrás, donde, encima, lejos, etc.
El adverbio de modo puede formarse mediante la colocación del sufijo -mente al final de algunos adjetivos. Por ejemplo: rápido (adjetivo) >> rápidamente (adverbio). También pueden formarse compuestos parasintéticos adverbiales agregando el prefijo a- y el sufijo -as: A gatas, a escondidas, a ciegas... Algunos sintagmas preposicionales asimismo han sido lexicalizados como adverbios: a posta > aposta, a penas > apenas, etc.
Ambos, tanto el adverbio como el adjetivo pueden ser precedidos por cuantificadores como:
«muy» + adj //adv = «muy rápido» // «muy rápidamente» son adverbios superlativos.

### Clases de adverbios en español
Tradicionalmente los adverbios se han dividido en las siguientes categorías:
- Adverbios de ubicación, tiempo y espacio, modo y cantidad.
  - Adverbios de lugar: aquí, allí, ahí, allá, acá, arriba, abajo, cerca, lejos, adelante, delante, detrás, encima, debajo, enfrente, atrás, alrededor.
  - Adverbios de tiempo: antes, después, luego, pronto, tarde, temprano, todavía, aún, ya, ayer, hoy, mañana, anteayer, siempre, nunca, jamás, próximamente, prontamente, anoche, enseguida, ahora, anteriormente.
  - Adverbios de modo: bien, mal, regular, despacio, deprisa, así, tal, aprisa, adrede, peor, mejor, fielmente, estupendamente, fácilmente, negativamente, responsablemente, rápidamente —la mayoría de los formados con la terminación «mente»—.
  - Adverbios de cantidad o grado: muy, poco, mucho, bastante, más, menos, algo, demasiado, casi, solo, solamente, tanto, todo, nada, aproximadamente,[4] bis.[5]
- Adverbios que cumplen la función de epistémicos:
  - Adverbios de afirmación: sí, también, cierto, ciertamente, efectivamente, claro, exacto, obvio, verdaderamente, asimismo, etc.
  - Adverbios de negación: no, jamás, nunca, tampoco.
  - Adverbios de orden: primeramente, últimamente.
  - Adverbios de duda o dubitativos: quizá(s), acaso, probablemente, posiblemente, seguramente.
  - Adverbios interrogativos/exclamativos y relativos, las formas usadas ortográficamente en oraciones interrogativas y exclamativas son cuándo, cómo, cuánto y dónde (las formas relativas son idénticas aunque se escriben sin tilde). [cita requerida]
  - Otros adverbios: solo/solamente, aún, inclusive, además, únicamente, incluso; mismamente, propiamente, precisamente, concretamente; viceversa, contrariamente, siquiera, consecuentemente.

### Acentuación en español
Los adverbios terminados en -mente conservan la tilde si el adjetivo al que procedía lleva tilde. Como por ejemplo ágilmente, que lleva tilde porque el adjetivo ágil lo lleva.
Según la Ortografía (2010) de la Real Academia Española, el adverbio solo no debe llevar tilde, ya que es una palabra llana y acaba en vocal; no obstante, el Diccionario de la misma institución (publicado en 2014) sigue indicando que «cuando hay riesgo de ambigüedad con el adjetivo solo, puede escribirse sólo». El adverbio aún lleva tilde si se emplea como significado de todavía, pero no lleva tilde si se emplea como significado de hasta, también o incluso.

## Adverbios en otros idiomas
- En neerlandés los adverbios tienen la forma básica de sus adjetivos correspondientes y no se flexionan (aunque a veces pueden ser comparados).
- En alemán el término adverbio se define de forma diferente a su uso en la lengua inglesa. Los adverbios alemanes forman un grupo de palabras no inflexibles (aunque algunas pueden ser comparadas). Un adverbio inglés que se deriva de un adjetivo se ordena en alemán bajo los adjetivos con uso adverbial en la frase. Los demás también se llaman adverbios en alemán.
- En las lenguas escandinavas los adverbios se derivan típicamente de los adjetivos añadiendo el sufijo '-t', que lo hace idéntico a la forma neutra del adjetivo. Los adjetivos escandinavos, al igual que los ingleses, se inflexionan en términos de comparación añadiendo '-ere'/'-are' (comparativo) o '-est'/'-ast' (superlativo). En las formas flexionadas de los adjetivos, la '-t' está ausente. También es posible la comparación perifrástica.
- En la mayoría de lenguas románicas muchos adverbios se forman a partir de adjetivos (a menudo la forma femenina) añadiendo '-mente' (Portugués, Español, Gallego, Italiano) o '-ment' (Francés, Catalán) (del latín mens, mentis mente, inteligencia, o sufijo -mentum, resultado o modo de acción), mientras que otros adverbios son formas únicas invariables. En rumano, casi todos los adverbios son simplemente la forma masculina singular del adjetivo correspondiente, siendo una notable excepción bine ("bien") / bun ("bueno"). Sin embargo, hay algunos adverbios rumanos construidos a partir de ciertos sustantivos masculinos singulares que utilizan el sufijo "-ește", como los siguientes: băieț-ește (juvenilmente), tiner-ește (juvenilmente), bărbăt-ește (varonilmente), frăț-ește (fraternalmente), etc.
- Interlingua también forma adverbios añadiendo '-mente' al adjetivo. Si un adjetivo termina en c, la terminación adverbial es '-amente'. Algunos adverbios cortos e invariables, como ben ("bien"), y mal ("mal"), están disponibles y son ampliamente utilizados.
- En esperanto los adverbios no se forman a partir de adjetivos, sino que se crean añadiendo '-e' directamente a la raíz de la palabra. Así, de bon se derivan bone, "bien", y bona, "buena".
- En húngaro los adverbios se forman a partir de adjetivos de cualquier grado mediante los sufijos -ul/ül y -an/en dependiendo del adjetivo: szép (hermoso) → szépen (hermoso) o el comparativo szebb (más hermoso) → szebben (más hermoso).
- El árabe estándar moderno forma adverbios añadiendo la terminación indefinida de acusativo '-an' a la raíz: kathiir-, "muchos", se convierte en kathiiran "mucho". Sin embargo, el árabe suele evitar los adverbios utilizando un acusativo cognado seguido de un adjetivo.
- Las lenguas austronesias suelen formar adverbios comparativos repitiendo la raíz (como en WikiWiki) como con el sustantivo plural.
- El japonés forma adverbios a partir de adjetivos verbales añadiendo /ku/ (く) a la raíz (hay- "rápido" hayai "rápido/temprano", hayakatta "era rápido", hayaku "rápidamente") y de adjetivos nominales colocando /ni/ (に) después del adjetivo en lugar de la cópula /na/ (な) o /no/ (の) (rippa "espléndido", rippa ni "espléndidamente"). Las derivaciones son bastante productivas, pero para unos pocos adjetivos, los adverbios pueden no derivarse.
- En las lenguas celtas una forma adverbial se forma a menudo precediendo al adjetivo con una preposición: go en irlandés o gu en gaélico escocés, que significa 'hasta'. En córnico, se usa yn, que significa 'en'.
- En griego moderno un adverbio se forma normalmente añadiendo las terminaciones <-α> o <-ως> a la raíz de un adjetivo. A menudo, los adverbios formados a partir de una raíz común utilizando cada una de estas terminaciones tienen significados ligeramente diferentes. Así, <τέλειος> (<téleios>, que significa "perfecto" y "completo") da <τέλεια> (<téleia>, "perfectamente") y <τελείως> (<teleíos>, "completamente"). No todos los adjetivos pueden transformarse en adverbios utilizando ambas terminaciones. <Γρήγορος> (<grígoros>, "veloz") se convierte en <γρήγορα> (<grígora>, "velozmente"), pero no normalmente en *<γρηγόρως> (*<grigóros>). Cuando la terminación <-ως> se usa para transformar un adjetivo cuyo acento de acentuación está en la tercera sílaba desde el final, como <επίσημος> (<epísimos>, "oficial"), el adverbio correspondiente se acentúa en la segunda sílaba desde el final; compárese <επίσημα> (<epísima>) y <επισήμως> (<episímos>), que significan ambos "oficialmente". También existen otras terminaciones con uso particular y restringido como <-ί>, <-εί>, <-ιστί>, etc. Por ejemplo, <ατιμωρητί> (<atimorití>, "impunemente") y <ασυζητητί> (<asyzitití>, "indiscutiblemente"); <αυτολεξεί> (<aftolexí> "palabra por palabra") y <αυτοστιγμεί> (<aftostigmí>, "en un santiamén"); <αγγλιστί> [<anglistí> "en inglés (idioma)"] y <παπαγαλιστί> (<papagalistí>, "de memoria"); etc.
- En letón un adverbio se forma a partir de un adjetivo cambiando las terminaciones -s y -a del adjetivo masculino o femenino por -i. "Labs", que significa "bueno", se convierte en "labi" por "bien". Los adverbios letones tienen un uso particular en expresiones que significan "hablar" o "entender" un idioma. En lugar de utilizar el sustantivo que significa "letón/inglés/ruso", se emplea el adverbio formado a partir de estas palabras. "Es runāju latviski/angliski/krieviski" significa "hablo letón/inglés/ruso" o, literalmente, "hablo letón/inglés/ruso". Si se requiere un sustantivo, la expresión utilizada significa literalmente "lengua de los letones/ingleses/rusos", "latviešu/angļu/krieevu valoda".
- En ruso, y análogamente en ucraniano y algunas otras lenguas eslavas, la mayoría de los adverbios se forman eliminando los sufijos adjetivales "-ий" "-а" o "-е" de un adjetivo, y sustituyéndolos por el adverbial "-о". Por ejemplo, en ucraniano, "швидкий", "гарна" y "смачне" (rápido, agradable, sabroso) se convierten en "швидко", "гарно" y "смачно" (rápido, agradable, sabroso), mientras que en ruso, "быстрый", "хороший" y "прекрасный" (rápidamente, bien, maravillosamente) se convierten en "быстро", "хорошо", "прекрасно" (rápidamente, bien, maravillosamente). Otro amplio grupo de adverbios se forman pegando una preposición a una forma de caso oblicuo. En ucraniano, por ejemplo, (до sobre) + (долу abajo) → (додолу hacia abajo); (з lejos) + (далеку lejos) → (здалеку lejos-apagado) . Además, los adverbios se anteponen en la mayoría de los casos a los verbos que modifican: "Добрий син гарно співає". (Un buen hijo canta bien/bien). No existe un orden específico de las palabras en las lenguas eslavas orientales.
- En coreano los adverbios suelen formarse sustituyendo la terminación -다 de la forma de diccionario de un verbo descriptivo por 게. Así, 쉽다 (fácil) se convierte en 쉽게 (fácilmente). También se forman sustituyendo el 하다 de algunos verbos compuestos por 히, p. ej. 안녕하다 (pacífico) > 안녕히 (pacíficamente).
- En turco, la misma palabra suele servir como adjetivo y adverbio: iyi bir kız ("una buena chica"), iyi anlamak ("entender bien).
- En chino los adverbios no son una clase aparte. Los adjetivos se convierten en adverbios cuando están marcados por un sufijo adverbial, por ejemplo 地 de（e.g., 孩子們快樂地唱歌 haizimen kuaile.de changge 'los niños cantan alegremente una canción'), o cuando los adjetivos van precedidos de un sufijo verbal como 得 dei (por ejemplo, 她說漢語說得很好 ta shuo hanyu shuo.de henhao 'ella habla chino muy bien').
- En persa muchos adjetivos y adverbios tienen la misma forma, como "خوب", "سریع", "تند", por lo que no hay forma obvia de reconocerlos fuera de contexto. Las únicas excepciones son los adverbios árabes con sufijo "اً", como "ظاهراً" y "واقعاً".